# Polythlipta nodiferalis
Polythlipta nodiferalis là một loài bướm đêm trong họ Crambidae.